# قبيلة بني مالك (المغرب)
بني مالك المغرب  من قبائل الغرب التابعة لجهة الغرب الشراردة بني احسن، تعد من أكبر القبائل العربية في المغرب، تحدها شرقا مزكلدة وقبيلة أيت سطة وقبيلة أولاد عيسى، وشمالا قبيلة بني مستارة وقبيلة أهل الربوة وقبيلة مصمودة وقبيلة الخلوط، وغربا قبيلتي سفيان وبني احسن، وجنوبا قبيلتي الشراردة وحجاوة. ويجري في أراضيها الجنوبية وادي ورغة، وقاعدتها سوق أربعاء الغرب، وهي أيضا موطن مدينة مشرع بلقصيري

## النسب
ترجع أصول قبيلة بني مالك إلى عرب بني هلال فهم بنو مالك بن زغبة بن أبي ربيعة بن نهيك بن هلال، و هم الفرع الأم لسائر بني مالك بن زغبة. وتنقسم قبائل بني مالك إلى ثلاث عمائر كبيرة، وهي بني مالك الشماليين، بني مالك الغربيين، بني مالك الجنوبيين وتحت كل عمارة عدد من البطون، وهي كالتالي: 
- سويــد
- العطـاف
- الديالــم
- الهبــرة
- صبيــح
- غريــب

وهي البطون التاريخية لبني مالك بن زغبة.
دخل بنو مالك المغرب مع سائر قبائل العرب التي أدخلها المنصور الموحدي بعد انتصاره على بن غانية، فأنزلهم بأزغار التي هي منطقة الغرب الحالية.

## وصلات خارجية
http://www.alnssabon.com/forumdisplay.php?f=119%5Bوصلة+مكسورة%5D